# Leucoraja pristispina
Leucoraja pristispina és una espècie de peix de la família dels raids i de l'ordre dels raïformes.

## Morfologia
- Els mascles poden assolir 40,1 cm de longitud total i les femelles 37,8.[4]

## Hàbitat
És un peix marí, de clima tropical i bentopelàgic que viu entre 202-504 m de fondària.

## Distribució geogràfica
Es troba a l'oceà Índic oriental: Austràlia.

## Observacions
És inofensiu per als humans.